# 16021 Caseyvaughn
16021 Caseyvaughn (1999 CG81) là một tiểu hành tinh vành đai chính được phát hiện ngày 12 tháng 2 năm 1999 bởi nhóm nghiên cứu tiểu hành tinh gần Trái Đất phòng thí nghiệm Lincoln ở Socorro.